# キタニタツヤ
キタニ タツヤ（1996年〈平成8年〉2月28日 - ）は、日本のシンガーソングライター、音楽プロデューサー、ベーシスト。こんにちは谷田さん（こんにちは たにたさん）名義でボカロPとしても活動していた。音楽プロジェクト・sajou no hanaの元メンバー。所属事務所はスマイルカンパニー、所属レーベルはソニー・ミュージックレーベルズ内のEchoes。

## 経歴

### バンド時代
小学生の時にASIAN KUNG-FU GENERATIONからロックを知り、次いでVOLA & THE ORIENTAL MACHINEや8ottoなどに傾倒。中学卒業の際にベースを購入し、友人らと共にASIAN KUNG-FU GENERATIONのコピーバンドを結成する。高校時代はマスロックを聴くようになり、People In The Boxやthe cabsなどの残響レコード系のバンドを中心にカバーしていた。その後、バンドでオリジナル楽曲を制作する際に、自身が作曲に向いていることに気づいて独立した。この頃VOCALOIDにも興味を持つ。
2011年10月に1人でバンド「羊の群れは笑わない。」を結成し、木谷竜也としてライブ活動を開始。当時は、録音したギターと打ち込みのドラムの音をバックで流しながら、自身はベースボーカルとしてステージに立った。
その後みつばち軽音楽部に参加する。それをきっかけに2012年、スリーピースバンド「humanic」を新たに結成し、ベースボーカルを担当する。humanicには、後にMY FIRST STORYに加入するKid'zが本名の「佐々木翔平」名義でドラムスとして参加していた。humanicは2013年2月まで活動した。
2013年2月の大学受験を機にバンド活動を休止。キタニが受験を終えた2014年春、羊の群れは笑わない。にギタリストとドラマーが加入。改めて東京を拠点にバンド活動を開始した。その後、羊の群れは笑わない。は2015年にRO69JACKへ参加し入賞するが、2018年5月のライブを最後に活動が停止する。

### ボカロP・ベーシスト・作曲家として
2014年5月に「こんにちは谷田さん」を名乗り、初音ミクを使用した楽曲「鯨と水星」をニコニコ動画に投稿。これよりボカロPとしての活動を開始する。2016年7月に、こんにちは谷田さん名義の1stフルアルバム『彼は天井から見ている』をTHE VOC@LOiD M@STER 35で頒布した。
2016年からボカロPのn-bunaや和田たけあきのライブにサポート・ベーシストとして参加し始めたほか、作曲家としてスマイルカンパニーに所属して他アーティストへ楽曲提供や演奏参加を行ない、本格的にベーシスト・作曲家としての活動を開始した。その後、2017年にn-bunaが結成したバンド「ヨルシカ」にて、サポート・ベーシストとして結成当初から2025年現在までレコーディング、ライブへ全面的に参加している。

### シンガーソングライターへの転身、「sajou no hana」結成
2017年3月30日に、VOCALOID作品「芥の部屋は錆色に沈む」がニコニコ動画にて自身初の10万回再生を達成したことを記念して、同楽曲のセルフカバーを投稿。これが「キタニタツヤ」名義での初作品となり、これ以降キタニの活動はシンガーソングライターとしても顕著になる。
2018年春に東京大学文学部を卒業し、sana、渡辺翔とともにバンド「sajou no hana」を結成。8月にワーナー・ブラザース ホームエンターテイメントよりデビューシングル『星絵』をリリースし、メジャーデビュー。同年9月26日、シンガーソングライターとしては1枚目のアルバム『I DO (NOT) LOVE YOU.』をリリースした。
2019年2月16日、初のワンマンライブ「I DO LOVE YOU.」を下北沢MOSAiCにて開催する。同年9月25日、アルバム『Seven Girls' H(e)avens』をリリース。
2020年3月7日、羊の群れは笑わない。の3rd EP『落陽』を配信リリース。このリリースをもって羊の群れは笑わない。は正式に活動終了を宣言した。

### メジャーデビュー
2020年8月26日、MASTERSIX FOUNDATION（ソニー・ミュージックレコーズ）よりアルバム『DEMAGOG』をリリースし、ソロ名義でもメジャーデビューを迎える。公式ファンクラブは「CLUB UNREALITY」。12月、4ヶ月連続配信シングルリリース企画を行うことを発表。23日に第1弾として「白無垢」、2021年1月27日に第2弾としてエジマハルシ（ポルカドットスティングレイ）が参加した「Cinnamon」、2月24日に第3弾として漫画家カネコアツシの作品『EVOL』とのコラボレーション楽曲「逃走劇」、3月31日に第4弾としてALIが参加した「Ghost!?」をそれぞれ配信リリースした。
この2021年、フジテレビ・ノイタミナ枠TVアニメ『平穏世代の韋駄天達』のOPテーマ「聖者の行進」および久保帯人の漫画『BLEACH』の原画展「BLEACH EX.」のテーマソング「Rapport」、同じくイメージ・ソング「タナトフォビア」をリリースし、一挙にタイアップを増加させた。同年6月12日、こんにちは谷田さん名義で、ボカロPとしての過去作を収録したアルバム『In the margin』を配信リリースしている。
2022年に入ってからもタイアップは続き、フジテレビ系連続ドラマ『ゴシップ #彼女が知りたい本当の◯◯』主題歌「冷たい渦」「プラネテス」、「アサヒスーパードライ」×「THE FIRST TAKE」コラボレーション企画タイアップソング「ちはる feat. n-buna from ヨルシカ」を立て続けに発表。5月25日には、メジャー2作目のアルバム『BIPOLAR』をリリースした。その後も、スマートフォンゲームアプリ「プロジェクトセカイ カラフルステージ！ feat. 初音ミク」リズムゲーム楽曲「月光」、TVアニメ『BLEACH 千年血戦篇』OPテーマ「スカー」を書き下ろす。11月23日にはEP『スカー』をリリースした。

### 「青のすみか」のヒット、紅白歌合戦初出場
2023年、TVアニメ『呪術廻戦 懐玉・玉折』のOPテーマとして起用された楽曲「青のすみか」が配信初日に各デジタルチャートにて23冠を達成する。「オリコン週間ストリーミングランキング」にて「青のすみか」はストリーミング累計再生回数1億回を突破し、日本レコード協会からプラチナ認定を受けたほか、Billboard JAPANの各年間チャートへのチャートインを達成するなど、2023年を代表するヒットソングの1つとなった。大晦日には「第74回NHK紅白歌合戦」に初出場し、同曲を披露した。

### 初の日本武道館公演、「GEMN」結成
2024年5月14日、初の日本武道館公演「キタニタツヤ 10th Anniversary Live 彼は天井から見ている」を開催する。
同年、元Sexy Zone（現timelesz）中島健人との音楽ユニット「GEMN」を結成。GEMNの楽曲「ファタール」はTVアニメ『【推しの子】』2期のOPテーマに起用された。「ファタール」は翌年3月にストリーミング累計再生回数1億回を突破し、日本レコード協会からプラチナ認定を受けたほか、「MTV VMAJ」Best Trending Videoを受賞した。

## 年譜
2011年 - 2016年
- 2011年10月、1人で「羊の群れは笑わない。」結成[11]。
- 2012年、みつばち軽音楽部に参加、「humanic」結成[1]。
- 2013年2月、バンド活動休止[14]。
- 2014年春、「羊の群れは笑わない。」にギタリストとドラマーが加入、再始動[11]。
- 同年5月、「こんにちは谷田さん」を名乗り、初音ミクを使用した楽曲「鯨と水星」をニコニコ動画に投稿[15]。
- 2015年7月、「羊の群れは笑わない。」でRO69JACKへ参加し、入賞[11]。
- 2016年7月、「こんにちは谷田さん」名義の1stフルアルバム『彼は天井から見ている』をTHE VOC@LOiD M@STER 35にて頒布[16]。
- 2016年夏から本格的にベーシストとしての活動を開始[5]、n-bunaの1stワンマンライブにサポート・ベーシストとして参加[17]。

2017年
- 3月30日、VOCALOID作品「芥の部屋は錆色に沈む」がニコニコ動画にて自身初の10万回再生を達成したこと[20]を記念して、同楽曲のセルフカバーを投稿[21]。
- スマイルカンパニーに所属し楽曲提供活動を開始[5]。
- 「ヨルシカ」結成、サポート・ベーシストとして参加[19]。

2018年
- 3月、東京大学文学部を卒業[22]。
- sana、渡辺翔とともにバンド「sajou no hana」を結成[23]。8月にワーナー・ブラザース ホームエンターテイメントよりデビューシングル『星絵』をリリースし、メジャーデビュー[24]。
- 9月26日、シンガーソングライターとしては1枚目のアルバム『I DO (NOT) LOVE YOU.』を発表[25]。

2019年
- 2月9日、ヴィレッジヴァンガードとコラボしてグッズとワンコインCD『Sad Girl』を発売[55]。同月に初のワンマンライブを下北沢MOSAiCにて開催[26]。
- 3月から4月にかけて、seeeeecun、和田たけあきとともに東名阪ライブツアー“Vox Box”開催[56]。
- 5月31日、2ndワンマンライブを渋谷WWWにて開催[57]。
- 9月25日、アルバム『Seven Girls' H(e)avens』をリリース[27]。同作品はタワーレコードのレコメンド企画「タワレコメン」に選定された[58]。
- 10月4日、odolとPELICAN FANCLUBを招いて初の自主企画「Hugs Vol.1」を渋谷WWW Xにて開催[59]。同月、SPACE SHOWERの企画「SPACE SHOWER RETSUDEN NEW FORCE」2019年度アーティストに選出[60]。

2020年
- 1月、東名阪ツアー「TOUR 2020 "Seven Girls' H(e)avens"」を開催[61]。
- 3月7日、「羊の群れは笑わない。」の3rd EP『落陽』を配信リリース、活動終了[28]。
- 6月、新型コロナウイルス感染拡大のため、26日に渋谷CLUB QUATTROにて開催が予定されていたワンマンライブ「Hug myself」を中止。同日に無観客配信ライブ「Hug myself (inside)」を開催[62]。
- 7月17日、YouTubeチャンネル「THE FIRST TAKE」内の企画「THE HOME TAKE」に出演し、「ハイドアンドシーク」を披露[63]。
- 8月26日、MASTERSIX FOUNDATION（ソニー・ミュージックレコーズ）よりアルバム『DEMAGOG』をリリースし、メジャーデビュー[29]。同月、タワーレコードの企画「NE(X)T BREAKERS」第13弾アーティストに選出[64]。
- 10月、新型コロナウイルス感染拡大のため、10月から11月にかけて予定されていた全国ツアー「2nd Oneman Tour 2020 "DEMAGOG"」を11月6日の恵比寿LIQUIDROOMでの東京公演を除いて中止。これを受けて「キタニタツヤ 2nd Oneman Tour 2020 "DEMAGOG" DAY 1 ／ DAY 2」と題し、11月5日に同会場にて追加公演を行った[65]。
- 12月、4ヶ月連続配信シングルリリース企画を行うことを発表。23日に第1弾シングルとして「白無垢」を配信リリース[31]。

2021年
- 1月27日、連続リリース企画第2弾シングルとして、エジマハルシ（ポルカドットスティングレイ）が参加した「Cinnamon」を配信リリース[32]。
- 2月24日、連続リリース企画第3弾シングルとして、漫画家カネコアツシの作品『EVOL』とのコラボレーション楽曲「逃走劇」を配信リリース[33]。
- 3月31日、連続リリース企画第4弾シングルとして、ALIが参加した「Ghost!?」を配信リリース[34]。
- 6月2日、YouTubeにてキタニタツヤ歌唱版「悪魔の踊り方」のミュージック・ビデオが1000万回再生を達成[66]。ミュージック・ビデオの再生回数が1000万回に到達するのはキャリア初。
- 6月12日、「こんにちは谷田さん」名義のアルバム『In the margin』を配信リリース[38]。
- 6月から7月にかけて東名阪ツアー「BOUNDARIES」を開催[34]。
- 8月18日、シングル『聖者の行進』をリリース。表題曲はTVアニメ『平穏世代の韋駄天達』のOPテーマとして書き下ろされた[35]。これが自身のソロ名義初タイアップとなる。
- 9月17日、神はサイコロを振らないとのコラボレーション楽曲「愛のけだもの」を、「神はサイコロを振らない × キタニタツヤ」名義で配信リリース[67]。
- 10月から11月にかけて全国7都市を巡るツアー「聖者の行進」を開催[68]。
- 11月17日、デモ音源不定期配信企画「Leaks From His Laptop」をスタート。第1弾楽曲として、「天国の改札」を配信リリース[69]。
- 11月23日、「Rapport」を配信リリース。同楽曲は週刊少年ジャンプで連載された久保帯人の漫画『BLEACH』の生誕20周年を記念して開催される原画展「BLEACH EX.」のテーマソングとして書き下ろされた[36]。
- 12月1日、「Leaks From His Laptop」第2弾楽曲として、「大人になっても」を配信リリース[70]。
- 12月14日、神はサイコロを振らないを招いて自主企画「Hugs Vol.2」を渋谷CLUB QUATTROにて開催[71]。
- 12月15日、ワンマンライブ「LIVE IN CLUB UNREALITY」を渋谷CLUB QUATTROにて開催[72][73]。同日、「Leaks From His Laptop」第3弾楽曲として、「キュートアグレッション」を配信リリース[74]。
- 12月18日、「タナトフォビア」を配信リリース。同楽曲は「BLEACH EX.」の展示イメージソングとして書き下ろされた[37]。
- 12月29日、「Leaks From His Laptop」第4弾楽曲として、「よろこびのうた」を配信リリース[75]。

2022年
- 1月19日、「Leaks From His Laptop」第5弾楽曲として、「化け猫」を配信リリース[76]。
- 2月10日に「冷たい渦」、24日に「プラネテス」を配信リリース。両楽曲はフジテレビ系 木曜劇場『ゴシップ #彼女が知りたい本当の◯◯』の主題歌として書き下ろされた[39][40]。
- 2月25日、YouTubeチャンネル「THE FIRST TAKE」にて、「ちはる feat. n-buna from ヨルシカ」を披露[77]。同楽曲は「アサヒスーパードライ」と「THE FIRST TAKE」のコラボレーション企画タイアップソングとして書き下ろされた[41]。
- 3月9日、YouTubeチャンネル「THE FIRST TAKE」にて、「プラネテス」を披露[78]。
- 4月22日、Omoinotakeを招いて自主企画「Hugs Vol.3」を味園ユニバースにて開催[79]。
- 5月から7月にかけて全国10都市11公演を巡るツアー「BIPOLAR」を開催[80]。
- 5月20日、スマートフォンゲームアプリ「プロジェクトセカイ カラフルステージ！ feat. 初音ミク」に、はるまきごはんとのコラボレーション書き下ろし楽曲「月光」がリズムゲーム楽曲として収録[43]。
- 5月25日、アルバム『BIPOLAR』をリリース[42]。
- 5月31日、「月光 (feat. キタニタツヤ) [VOCALOID ver]」（初音ミク・鏡音リン歌唱ver.）を配信リリース[81]。
- 6月1日、「月光 feat. はるまきごはん」（キタニタツヤ・はるまきごはん歌唱ver.）を配信リリース[81]。
- 8月19日、Suspended 4thを招いて自主企画「Hugs Vol.4」を名古屋CLUB QUATTROにて開催[82]。
- 10月、東名阪ツアー「UNKNOT / REKNOT」を開催[83]。
- 11月23日、EP『スカー』をリリース。表題曲はTVアニメ『BLEACH 千年血戦篇』のOPテーマとして書き下ろされた[45]。
- 12月2日、初のホール・ワンマンライブ「LIVE IN CLUB UNREALITY Vol.2」をLINE CUBE SHIBUYAにて開催。同日、公式ファンクラブ「CLUB UNREALITY」を開設[84][30]。
- 12月9日、「化け猫」を配信リリース[84]。

2023年
- 3月、ASIAN KUNG-FU GENERATION、indigo la End、ヒトリエを招いて自主企画東名阪ツアー「Hugs Vol.5 Tour」を開催[85]。
- 6月14日、ゲストにEve、NEE、suis（ヨルシカ）、indigo la Endを迎えたコラボレーションEP『LOVE: AMPLIFIED』をリリース[86]。
- 7月19日、EP『青のすみか』をリリース。表題曲はTVアニメ『呪術廻戦 懐玉・玉折』のOPテーマとして書き下ろされた[87]。
- 8月4日、YouTubeチャンネル「THE FIRST TAKE」にて、「青のすみか」を披露[88]。
- 9月20日、yamaとのコラボレーション楽曲「憧れのままに」を配信リリース。同楽曲はHyundai「KONA」イメージソングとして書き下ろされた[89]。
- 9月から11月にかけて自身最多となる17公演の全国ツアー「UNFADED BLUE」を開催[90][注 1]。
- 12月15日、シングル『ナイトルーティーン』を配信リリース[91]。
- 12月31日、「第74回NHK紅白歌合戦」に出場し「青のすみか」を披露[50]。
- 2023年12月をもってsajou no hanaを脱退[7]。

2024年
- 1月10日、アルバム『ROUNDABOUT』をリリース[92]。
- 1月、東名阪ツアー「UNFADED BLUE (Re-colored)」を開催[92]。
- 4月1日、ニッポン放送「キタニタツヤのオールナイトニッポンX」の放送がスタート[93]。
- 5月8日、シングル『次回予告』をリリース。表題曲はTVアニメ『戦隊大失格』のOPテーマとして書き下ろされた[94]。
- 5月14日、「ずうっといっしょ！」を配信リリース[95]。同日、ワンマンライブ「キタニタツヤ 10th Anniversary Live "彼は天井から見ている"」を日本武道館にて開催[51]。
- 7月4日、中島健人とのユニット「GEMN」として「ファタール」を配信リリース。同楽曲はTVアニメ『【推しの子】』第2期のOPテーマとして書き下ろされた[96]。
- 10月、全国7都市を巡るツアー「ROUNDABOUT」を開催[97]。
- 11月13日、なとりとのコラボレーションシングル『いらないもの』をリリース。表題曲はTVアニメ『るろうに剣心 －明治剣客浪漫譚－ 京都動乱』第1クールOPテーマとして書き下ろされた[98]。
- 11月22日、「ウィスパー」を配信リリース。同楽曲はソニー「LinkBuds Fit」CMソングとして書き下ろされた[99]。

2025年
- 2月19日、「ユーモア」を配信リリース。同楽曲は映画『ゆきてかへらぬ』主題歌として書き下ろされた[100]。
- 3月、自身初のアリーナツアー「ANGEL WHISPERING」を開催[101]。
- 3月31日、ニッポン放送「キタニタツヤのオールナイトニッポン0」の放送がスタート[102]。
- 4月30日、「あなたのことをおしえて」を配信リリース。同楽曲はスマートフォン・PC向けゲーム「Shadowverse: Worlds Beyond」テーマソングとして書き下ろされた[103]。
- 5月、アジア圏を回る初の海外ツアー「Tatsuya Kitani Asia Tour 2025」を開催[104]。
- 5月5日、YouTubeにて「青のすみか」のミュージック・ビデオが1億回再生を突破[105]。自身のミュージック・ビデオが1億回再生に到達するのはキャリア初。
- 5月30日、「青のすみか (Acoustic ver.)」を配信リリース。同楽曲は映画『劇場版総集編 呪術廻戦 懐玉・玉折』主題歌として書き下ろされた[106]。
- 6月27日、「なくしもの」を配信リリース。同楽曲は映画『でっちあげ〜殺人教師と呼ばれた男』主題歌として書き下ろされた[107]。
- 7月6日、「まなざしは光」を配信リリース。同楽曲はTVアニメ『薫る花は凛と咲く』のOPテーマとして書き下ろされた[108]。同日、ソニー・ミュージックレーベルズ内のレーベル『Echoes』へ移籍[8]。

## 人物

### 音楽的影響
幼少期からカラオケボックスでポルノグラフィティの「アポロ」や「ヒトリノ夜」を歌うなど音楽を好んでいた一方で、母親の影響でNirvanaやRed Hot Chili Peppersなどの海外のロックは耳にしていたが、本格的にロックに興味を持ったきっかけは小学生の頃にTVアニメ「NARUTO -ナルト-」のOPテーマとして流れていたASIAN KUNG-FU GENERATIONの「遥か彼方」だった。キタニは次いでVOLA & THE ORIENTAL MACHINEや8otto、MO'SOME TONEBENDER、THEE MICHELLE GUN ELEPHANT、BUMP OF CHICKENなどの日本のロックバンドに傾倒する。
高校生のときにニコニコ動画でボカロP・椎名もたの楽曲「lifeworks」を聴いた際に、自身と同世代のアーティストが高いクオリティの作品を個人で発表していることに衝撃を受け、これをきっかけにVOCALOIDに興味を持つ。そのほか、影響を受けたボカロPにじんやwowakaなどがいる。同じ時期にポストロック、マスロックを聴き、People In The Box、the cabsなどから影響を受ける。特に高橋國光（österreich／the cabs）に対しては強いリスペクトを向けている。
その他好きなアーティストにThe 1975やArctic Monkeys、THE YELLOW MONKEY、King Gnu、中田裕二（ex. 椿屋四重奏）などを挙げている。

### 趣味・私生活
大の漫画好きで、1年に500冊ないし600冊を購入するほどである。好きな漫画家に芦奈野ひとし、板垣巴留、大童澄瞳、カネコアツシ、久保帯人、松本大洋などを挙げている。2023年11月には、『スクールバック』（小野寺こころ、小学館・サンデーうぇぶり）単行本第2巻に帯コメントを寄稿した。
YouTuberグループ・東海オンエアのファンであることを公言している。2022年2月10日に公開されたYouTubeチャンネル「THE FIRST TIMES」内の動画コンテンツ「RING³」にて、東海オンエアのメンバーであるとしみつとの電話対談が実現した。同年2月13日に公開された東海オンエアの動画にドッキリ企画のターゲットとして出演した。
好きな色は橙色。
2025年7月 HSK（漢語水平考試）1級合格。

### 親交など
シンガーソングライターで作曲家の笹川真生とは互いにボカロP、バンド活動を行っていた頃から交流があり、同居生活を送っていた時期もあることから親交が深い。同じくシンガーソングライターニシハラスンホとも親友であり、2018年から2020年にかけては笹川を交えた3人のメンバーで「採用ハウス」と題したYouTube配信を行っていた。
ドラマーの宮上元克とは血縁関係にある。
伊沢拓司は大学の弾き語りサークルの先輩である。

### その他
1stフルアルバム『I DO (NOT) LOVE YOU.』制作の際は、作詞作曲や録音などの作業の全てを自宅で完結させた。
毎週土曜日21時より、YouTubeにて生配信「キタニタツヤを解放せよ」を行っている（スケジュールの都合による配信休止あり）。配信内容は雑談、弾き語り、ゲーム実況、料理など多岐にわたる。

## ディスコグラフィ

### キタニタツヤ名義

#### オリジナルアルバム
|                                          | 発売日                                   | タイトル                                 | 規格品番                                              |
| Emo, Alternative & Cool.（インディーズ） | Emo, Alternative & Cool.（インディーズ） | Emo, Alternative & Cool.（インディーズ） | Emo, Alternative & Cool.（インディーズ）              |
| ---------------------------------------- | ---------------------------------------- | ---------------------------------------- | ----------------------------------------------------- |
| 1st                                      | 2018年9月26日                            | I DO (NOT) LOVE YOU.                     | EAC-0004                                              |
| 2nd                                      | 2019年9月25日                            | Seven Girls' H(e)avens                   | EAC-0006                                              |
| MASTERSIX FOUNDATION（メジャー）         |                                          |                                          |                                                       |
| 3rd                                      | 2020年8月26日                            | DEMAGOG                                  | SRCL-11550（初回生産限定盤） SRCL-11552（通常盤）     |
| 4th                                      | 2022年5月25日                            | BIPOLAR                                  | SRCL-12117～8 （初回生産限定盤） SRCL-12119（通常盤） |
| 5th                                      | 2024年1月10日                            | ROUNDABOUT                               | SRCL-12716～8 （初回生産限定盤） SRCL-12719（通常盤） |

#### EP
|                                  | 発売日                           | タイトル                         | 規格品番                                             |
| MASTERSIX FOUNDATION（メジャー） | MASTERSIX FOUNDATION（メジャー） | MASTERSIX FOUNDATION（メジャー） | MASTERSIX FOUNDATION（メジャー）                     |
| -------------------------------- | -------------------------------- | -------------------------------- | ---------------------------------------------------- |
| 1st                              | 2022年11月23日                   | スカー                           | SRCL-12260～1（初回生産限定盤） SRCL-12262（通常盤） |
| 2nd                              | 2023年6月14日                    | LOVE: AMPLIFIED                  | デジタル・ダウンロード                               |
| 3rd                              | 2023年7月19日                    | 青のすみか                       | SRCL-12546～7（初回生産限定盤） SRCL-12548（通常盤） |

#### CDシングル
|                                          | 発売日                                   | タイトル                                 | 規格品番                                         | 初出アルバム                             |                                          |
| Emo, Alternative & Cool.（インディーズ） | Emo, Alternative & Cool.（インディーズ） | Emo, Alternative & Cool.（インディーズ） | Emo, Alternative & Cool.（インディーズ）         | Emo, Alternative & Cool.（インディーズ） | Emo, Alternative & Cool.（インディーズ） |
| ---------------------------------------- | ---------------------------------------- | ---------------------------------------- | ------------------------------------------------ | ---------------------------------------- | ---------------------------------------- |
| 1st                                      | 2019年2月9日                             | Sad Girl                                 | EAC-0005                                         | Seven Girls' H(e)avens                   |                                          |
| MASTERSIX FOUNDATION（メジャー）         |                                          |                                          |                                                  |                                          |                                          |
| 2nd                                      | 2021年8月18日                            | 聖者の行進                               | SRCL-11863X（初回限定仕様） SRCL-11863（通常盤） | BIPOLAR                                  |                                          |
| 3rd                                      | 2024年5月8日                             | 次回予告                                 | SRCL-12878（完全生産限定盤）                     | 未収録                                   |                                          |

#### 配信限定シングル
|                                          | 配信日                                   | タイトル                                                | 規格                                     | 初出アルバム                             |                                          |
| Emo, Alternative & Cool.（インディーズ） | Emo, Alternative & Cool.（インディーズ） | Emo, Alternative & Cool.（インディーズ）                | Emo, Alternative & Cool.（インディーズ） | Emo, Alternative & Cool.（インディーズ） | Emo, Alternative & Cool.（インディーズ） |
| ---------------------------------------- | ---------------------------------------- | ------------------------------------------------------- | ---------------------------------------- | ---------------------------------------- | ---------------------------------------- |
| 先行                                     | 2019年8月28日                            | クラブ・アンリアリティ                                  | デジタル・ダウンロード                   | Seven Girls' H(e)avens                   |                                          |
| MASTERSIX FOUNDATION（メジャー）         |                                          |                                                         |                                          |                                          |                                          |
| 先行                                     | 2020年8月5日                             | ハイドアンドシーク                                      | デジタル・ダウンロード                   | DEMAGOG                                  |                                          |
| 先行                                     | 2020年8月19日                            | 悪夢                                                    | デジタル・ダウンロード                   | DEMAGOG                                  |                                          |
| 1st                                      | 2020年12月23日                           | 白無垢                                                  | デジタル・ダウンロード                   | 未収録                                   |                                          |
| 2nd                                      | 2021年1月27日                            | Cinnamon                                                | デジタル・ダウンロード                   | 未収録                                   |                                          |
| 3rd                                      | 2021年2月24日                            | 逃走劇                                                  | デジタル・ダウンロード                   | 未収録                                   |                                          |
| 4th                                      | 2021年3月31日                            | Ghost!?                                                 | デジタル・ダウンロード                   | 未収録                                   |                                          |
| 先行                                     | 2021年7月22日                            | 聖者の行進                                              | デジタル・ダウンロード                   | BIPOLAR                                  |                                          |
| 5th                                      | 2021年11月23日                           | Rapport                                                 | デジタル・ダウンロード                   | BIPOLAR                                  |                                          |
| 6th                                      | 2021年12月18日                           | タナトフォビア                                          | デジタル・ダウンロード                   | BIPOLAR                                  |                                          |
| 7th                                      | 2022年2月10日                            | 冷たい渦                                                | デジタル・ダウンロード                   | BIPOLAR                                  |                                          |
| 8th                                      | 2022年2月24日                            | プラネテス                                              | デジタル・ダウンロード                   | BIPOLAR                                  |                                          |
| 9th                                      | 2022年6月1日                             | 月光 feat. はるまきごはん                               | デジタル・ダウンロード                   | ROUNDABOUT                               |                                          |
| 先行                                     | 2022年10月18日                           | スカー                                                  | デジタル・ダウンロード                   | ROUNDABOUT                               |                                          |
| 10th                                     | 2022年12月9日                            | 化け猫                                                  | デジタル・ダウンロード                   | ROUNDABOUT                               |                                          |
| 先行                                     | 2023年7月7日                             | 青のすみか                                              | デジタル・ダウンロード                   | ROUNDABOUT                               |                                          |
| 先行                                     | 2023年11月29日                           | Moonthief                                               | デジタル・ダウンロード                   | ROUNDABOUT                               |                                          |
| 11th                                     | 2023年12月15日                           | ナイトルーティーン                                      | デジタル・ダウンロード                   | LOVE: AMPLIFIED ROUNDABOUT               |                                          |
| 先行                                     | 2024年4月7日                             | 次回予告                                                | デジタル・ダウンロード                   | 未収録                                   |                                          |
| 12th                                     | 2024年5月14日                            | ずうっといっしょ！                                      | デジタル・ダウンロード                   | 未収録                                   |                                          |
| 13th                                     | 2024年11月22日                           | ウィスパー                                              | デジタル・ダウンロード                   | 未収録                                   |                                          |
| 14th                                     | 2025年2月19日                            | ユーモア                                                | デジタル・ダウンロード                   | 未収録                                   |                                          |
| 15th                                     | 2025年4月30日                            | あなたのことをおしえて                                  | デジタル・ダウンロード                   | 未収録                                   |                                          |
| 16th                                     | 2025年5月30日                            | 青のすみか (Acoustic ver.)                              | デジタル・ダウンロード                   | 未収録                                   |                                          |
| 17th                                     | 2025年6月27日                            | なくしもの                                              | デジタル・ダウンロード                   | 未収録                                   |                                          |
| Echoes（メジャー）                       |                                          |                                                         |                                          |                                          |                                          |
| 18th                                     | 2025年7月6日                             | まなざしは光                                            | デジタル・ダウンロード                   | 未収録                                   |                                          |
| THE FIRST TAKE MUSIC                     |                                          |                                                         |                                          |                                          |                                          |
| -                                        | 2020年12月25日                           | ハイドアンドシーク - From THE FIRST TAKE                | デジタル・ダウンロード                   | 未収録                                   |                                          |
| -                                        | 2022年3月9日                             | ちはる feat. n-buna from ヨルシカ - From THE FIRST TAKE | デジタル・ダウンロード                   | 未収録                                   |                                          |
| -                                        | 2023年9月13日                            | プラネテス - From THE FIRST TAKE                        | デジタル・ダウンロード                   | 未収録                                   |                                          |
| -                                        | 2023年9月13日                            | 青のすみか - From THE FIRST TAKE                        | デジタル・ダウンロード                   | 未収録                                   |                                          |

|                                  | 発売日                           | タイトル                         | 備考                                               |
| MASTERSIX FOUNDATION（メジャー） | MASTERSIX FOUNDATION（メジャー） | MASTERSIX FOUNDATION（メジャー） | MASTERSIX FOUNDATION（メジャー）                   |
| -------------------------------- | -------------------------------- | -------------------------------- | -------------------------------------------------- |
| 1st                              | 2021年11月17日                   | 天国の改札                       |                                                    |
| 2nd                              | 2021年12月1日                    | 大人になっても                   | 『ROUNDABOUT』にフルサイズバージョンが収録。       |
| 3rd                              | 2021年12月15日                   | キュートアグレッション           | 『ROUNDABOUT』にフルサイズバージョンが収録。       |
| 4th                              | 2021年12月29日                   | よろこびのうた                   | 『BIPOLAR』にフルサイズバージョンが収録。          |
| 5th                              | 2022年1月19日                    | 化け猫                           | 配信シングルとしてフルサイズバージョンがリリース。 |

#### 参加作品

##### コラボレーション・客演作品
楽曲タイトルのフィーチャリング表記は省略している。
| 発売年 | 楽曲                           | アーティスト           | 詞曲編・演奏                                     | 初出アルバム              |
| ------ | ------------------------------ | ---------------------- | ------------------------------------------------ | ------------------------- |
| 2021年 | 愛のけだもの                   | 神はサイコロを振らない | 共作詞・共作曲・共編曲・ボーカル                 | 事象の地平線              |
| 2022年 | 月光                           | はるまきごはん         | 共作詞・共作曲・共編曲・ボーカル・プログラミング | ROUNDABOUT おとぎの銀河団 |
| 2022年 | どーだって。                   | 泣き虫☔︎               | 共作詞・共作曲・編曲・コーラス                   | 未収録                    |
| 2022年 | さいはて                       | Lanndo                 | ボーカル                                         | ULTRAPANIC                |
| 2022年 | TOKYO 君が everything          | KERENMI クボタカイ     | 共作詞・共作曲・ボーカル                         | interchange               |
| 2023年 | 恋に首輪                       | 平畑徹也               | 作詞・ボーカル・サクソフォーン                   | AMNJK                     |
| 2023年 | 憧れのままに                   | yama                   | 作詞・作曲・共編曲・ボーカル                     | awake&build               |
| 2024年 | ファタール                     | GEMN 中島健人          | 作詞・作曲・ボーカル                             | 未収録                    |
| 2024年 | 亜東京                         | PAS TASTA              | 作詞・共作曲・共編曲・ボーカル・ギター           | GRAND POP                 |
| 2024年 | いらないもの                   | なとり                 | 共作詞・共作曲・共編曲・ボーカル                 | 未収録                    |
| 2024年 | 上書きしちゃった               | なとり                 | 共作詞・共作曲・編曲・ボーカル・ベース           | 未収録                    |
| 2025年 | シャルル Prod. by キタニタツヤ | バルーン Ado           | 編曲・ギター・ベース・プログラミング             | Fall Apart                |

##### コンピレーションアルバム等
| 発売年 | 楽曲                 | 収録作品                                    | 備考                                                         |
| ------ | -------------------- | ------------------------------------------- | ------------------------------------------------------------ |
| 2018年 | くらいうみのばけもの | MelonBooks ShopBGM Compilations:003 - HHH - | 「エモくてオルタナでカッコいい（キタニタツヤ）」名義で参加。 |

### こんにちは谷田さん名義

#### オリジナルアルバム
|                                          | 発売日                                   | タイトル                                 | 収録曲 | 規格品番                                 | 備考                                               |
| Emo, Alternative & Cool.（インディーズ） | Emo, Alternative & Cool.（インディーズ） | Emo, Alternative & Cool.（インディーズ） | Emo, Alternative & Cool.（インディーズ） | Emo, Alternative & Cool.（インディーズ） | Emo, Alternative & Cool.（インディーズ）           |
| ---------------------------------------- | ---------------------------------------- | ---------------------------------------- | --- | ---------------------------------------- | -------------------------------------------------- |
| 1st                                      | 2016年7月10日                            | 彼は天井から見ている                     | 全14曲 1. 落下ウサギと寡黙な傍観者の手記 2. 初夏、殺意は街を浸す病のように 3. 軽忽な救済を待つ醜さには一片の夾竹桃を 4. 芥の部屋は錆色に沈む 5. どこにもいけないままで 6. いのちは彼の食卓の上で 7. 鏡のない国 8. 鯨と水星 9. 散るカラスと静謐な白巨塔の崩落 10. 僕を悪魔と呼ばないで 11. 或るキリスト者は告解室を去る、唯だ信仰のみを抱えて。 12. 化身 13. フリードリヒと初夏の平衡 14. 化身 (self cover) | EAC-0002                                 | 1と8から13は初音ミク、2から7は鏡音リンによる歌唱。 |

#### 配信限定シングル
|                                          | 配信日                                   | タイトル                                 | 備考                                     | 初出アルバム                             |
| Emo, Alternative & Cool.（インディーズ） | Emo, Alternative & Cool.（インディーズ） | Emo, Alternative & Cool.（インディーズ） | Emo, Alternative & Cool.（インディーズ） | Emo, Alternative & Cool.（インディーズ） |
| ---------------------------------------- | ---------------------------------------- | ---------------------------------------- | ---------------------------------------- | ---------------------------------------- |
| 1st                                      | 2016年                                   | 芥の部屋は錆色に沈む                     | 鏡音リンによる歌唱。                     | 彼は天井から見ている                     |
| 2nd                                      | 2017年                                   | つめたいまちのおんなのこ                 | 鏡音リン・鏡音レンによる歌唱。           | 未収録                                   |
| 3rd                                      | 2017年                                   | 夢遊病者は此岸にて                       | 鏡音リンによる歌唱。                     | 未収録                                   |

#### 配信限定アルバム
|                                          | 配信日                 | タイトル               | 収録曲 | 備考                                                                                        |
| KARENT（インディーズ）                   | KARENT（インディーズ） | KARENT（インディーズ） | KARENT（インディーズ） | KARENT（インディーズ）                                                                      |
| ---------------------------------------- | ---------------------- | ---------------------- | --- | ------------------------------------------------------------------------------------------- |
| 1st                                      | 2015年8月21日          | Schluss.ep             | 全2曲 1. 散るカラスと静謐な白巨塔の崩落 2. 落下ウサギと寡黙な傍観者の手記 | 2曲とも初音ミクによる歌唱。                                                                 |
| Emo, Alternative & Cool.（インディーズ） |                        |                        | |                                                                                             |
| 2nd                                      | 2021年6月12日          | In the margin          | 全7曲 1. ポワソン・ダヴリルについて (cover) 2. 包まれた街 3. 海鳴りの夜明け 4. とても素敵な六月でした (cover) 5. 優しいてのひらで心臓を包むように 6. 命なんていらなかった 7. 過ち | 「ポワソン・ダヴリルについて」はメル、「とても素敵な六月でした」はEightによる楽曲のカバー。 |

#### 参加作品

##### コンピレーションアルバム等
| 発売年 | 楽曲                                                  | 収録作品                                                   | 備考                                           |
| ------ | ----------------------------------------------------- | ---------------------------------------------------------- | ---------------------------------------------- |
| 2015年 | 僕を悪魔と呼ばないで                                  | übel                                                       | 初音ミクによる歌唱。                           |
| 2015年 | 或るキリスト者は告解室を去る、 唯だ信仰のみを抱えて。 | エモくてオルタナでカッコe.p                                | 初音ミクによる歌唱。                           |
| 2015年 | ポワソン・ダヴリルについて（Arrange）                 | エモくてオルタナでカッコe.p                                | 初音ミクによる歌唱。 メルによる楽曲のカバー。  |
| 2015年 | 包まれた街                                            | エモくてオルタナでカッコe.p 2                              | 初音ミクによる歌唱。                           |
| 2016年 | 身体の分解と再構築、 または神話の円環性について       | 褪せる雪華と融解点                                         | 雪歌ユフによる歌唱。                           |
| 2016年 | 海鳴りの夜明け                                        | エモくてオルタナでカッコe.p 3                              | 鏡音リンによる歌唱。                           |
| 2016年 | とても素敵な六月でした (cover)                        | n.                                                         | 鏡音リンによる歌唱。 Eightによる楽曲のカバー。 |
| 2016年 | いのちは彼の食卓の上で                                | n.                                                         | 鏡音リンによる歌唱。                           |
| 2016年 | 優しいてのひらで心臓を包むように                      | Traveling Murderer                                         | 鏡音リンによる歌唱。                           |
| 2016年 | 君が夜の海に還るまで                                  | エモくてオルタナでカッコe.p ～シューゲイザー編～           | 初音ミクによる歌唱。                           |
| 2016年 | つめたいまちのおんなのこ                              | youth.                                                     | 鏡音リン・鏡音レンによる歌唱。                 |
| 2017年 | 夢遊病者は此岸にて                                    | アルカロイドに溺れる                                       | 鏡音リンによる歌唱。                           |
| 2017年 | 命なんていらなかった                                  | エモくてオルタナでカッコe.p 4                              | 鏡音リンによる歌唱。                           |
| 2017年 | きっとこの命に意味は無かった                          | EXIT TUNES PRESENTS UTAUMiRAi                              | 闇音レンリによる歌唱。                         |
| 2017年 | 芥の部屋は錆色に沈む                                  | KARENT presents 鏡音リン・レン 10th Anniversary -LODESTAR- | 鏡音リンによる歌唱。                           |
| 2018年 | 波に名前をつけること、 僕らの呼吸に終わりがあること。 | EXIT TUNES PRESENTS Vocaloseasons Winter                   | 初音ミクによる歌唱。                           |
| 2018年 | 過ち                                                  | エモくてオルタナでカッコe.p 5                              | 初音ミクによる歌唱。                           |
| 2018年 | 翡翠のまち                                            | tribute to mer                                             | 初音ミクによる歌唱。 メルによる楽曲のカバー。  |
| 2025年 | はなればなれに焼きつく炎昼                            | Eingebrannt                                                |                                                |

## タイアップ
| 起用年 | 楽曲                              | タイアップ                                                                                              |
| ------ | --------------------------------- | --- |
| 2021年 | 聖者の行進                        | フジテレビ「ノイタミナ」枠アニメ『平穏世代の韋駄天達』オープニングテーマ                                |
| 2021年 | Rapport                           | 『BLEACH』生誕20周年記念原画展「BLEACH EX.」テーマソング                                                |
| 2021年 | タナトフォビア                    | 『BLEACH』生誕20周年記念原画展「BLEACH EX.」展示イメージソング                                          |
| 2022年 | 冷たい渦                          | フジテレビ系木曜劇場『ゴシップ #彼女が知りたい本当の◯◯』主題歌                                          |
| 2022年 | プラネテス                        | フジテレビ系木曜劇場『ゴシップ #彼女が知りたい本当の◯◯』主題歌                                          |
| 2022年 | ちはる feat. n-buna from ヨルシカ | 「アサヒスーパードライ」×「THE FIRST TAKE」コラボレーション企画タイアップソング                         |
| 2022年 | 月光                              | スマートフォンゲームアプリ「プロジェクトセカイ カラフルステージ！ feat. 初音ミク」書き下ろし楽曲        |
| 2022年 | スカー                            | テレビ東京系アニメ『BLEACH 千年血戦篇』オープニングテーマ                                               |
| 2022年 | Rapport                           | テレビ東京系アニメ『BLEACH 千年血戦篇』第1話スペシャルエンディングテーマ                                |
| 2023年 | 青のすみか                        | 毎日放送・TBS系アニメ『呪術廻戦』「懐玉・玉折」オープニングテーマ                                       |
| 2023年 | 憧れのままに                      | Hyundai「KONA」イメージソング                                                                           |
| 2024年 | 次回予告                          | TBS系アニメ『戦隊大失格』オープニングテーマ                                                             |
| 2024年 | ファタール                        | テレビアニメ『【推しの子】』第2期オープニングテーマ                                                     |
| 2024年 | いらないもの                      | フジテレビ「ノイタミナ」枠アニメ『るろうに剣心 －明治刺客浪漫譚－ 京都動乱』第1クールオープニングテーマ |
| 2024年 | ウィスパー                        | ソニー「LinkBuds Fit」CMソング                                                                          |
| 2025年 | ユーモア                          | 映画『ゆきてかへらぬ』主題歌                                                                            |
| 2025年 | 青のすみか (Acoustic ver.)        | 映画『劇場版総集編 呪術廻戦 懐玉・玉折』主題歌                                                          |
| 2025年 | あなたのことをおしえて            | スマートフォン・PC向けゲーム「Shadowverse: Worlds Beyond」テーマソング                                  |
| 2025年 | なくしもの                        | 映画『でっちあげ〜殺人教師と呼ばれた男』主題歌                                                          |
| 2025年 | まなざしは光                      | テレビアニメ『薫る花は凛と咲く』オープニングテーマ                                                      |

## ミュージックビデオ

### キタニタツヤ名義（ミュージックビデオ）
| 公開年 | タイトル                                              | ニコニコ動画 | YouTube | 監督・制作                                    |
| ------ | ----------------------------------------------------- | ------------ | ------- | --------------------------------------------- |
| 2017年 | 芥の部屋は錆色に沈む -Acoustic Arrange                |              |         | 素通る春                                      |
| 2017年 | 記憶の水槽                                            |              |         | 純頃                                          |
| 2017年 | 夢遊病者は此岸にて                                    |              |         | イノウエコスモ 素通る春                       |
| 2017年 | きっとこの命に意味はなかった                          |              |         | イノウエコスモ                                |
| 2018年 | 波に名前をつけること、 僕らの呼吸に終わりがあること。 |              |         | みぞれなし ACH                                |
| 2018年 | 悪魔の踊り方                                          |              |         | イノウエコスモ                                |
| 2018年 | 初夏、殺意は街を浸す病のように                        |              |         | 一二三ん                                      |
| 2018年 | 君が夜の海に還るまで                                  |              |         | YumaSaito                                     |
| 2018年 | I DO NOT LOVE YOU.                                    |              |         | イノウエマナ                                  |
| 2019年 | Sad Girl                                              |              |         | イノウエマナ                                  |
| 2019年 | クラブ・アンリアリティ                                |              |         | イノウエマナ                                  |
| 2019年 | Stoned Child                                          |              |         | 加藤秀仁                                      |
| 2020年 | 花の香                                                |              |         | かとうみさと                                  |
| 2020年 | トリガーハッピー                                      |              |         | イノウエマナ                                  |
| 2020年 | ハイドアンドシーク                                    |              |         | Osrin                                         |
| 2020年 | 悪夢                                                  |              |         | Yoshihito Kato                                |
| 2020年 | 人間みたいね                                          |              |         | イノウエマナ                                  |
| 2020年 | パノプティコン                                        |              |         | イノウエマナ                                  |
| 2020年 | 白無垢                                                |              |         | Nasty Men$ah                                  |
| 2021年 | Cinnamon                                              |              |         | Yuya Kashiwabara                              |
| 2021年 | 逃走劇                                                |              |         | 谷口猛                                        |
| 2021年 | Ghost!?                                               |              |         | 堀田英仁                                      |
| 2021年 | 聖者の行進                                            |              |         | 大喜多正毅                                    |
| 2021年 | 愛のけだもの                                          |              |         | 北平誠治                                      |
| 2021年 | Rapport                                               |              |         | Yoshihito Kato                                |
| 2021年 | タナトフォビア                                        |              |         | 新保拓人                                      |
| 2022年 | 冷たい渦                                              |              |         | 黒柳勝喜                                      |
| 2022年 | プラネテス                                            |              |         | 中澤太                                        |
| 2022年 | PINK                                                  |              |         | 鴨下大輝 最低やさいコーナー                   |
| 2022年 | 月光（初音ミク・鏡音リン歌唱ver.）                    |              |         | イノウエマナ はるまきごはん（スタジオごはん） |
| 2022年 | 月光（キタニタツヤ・はるまきごはん歌唱ver.）          |              |         | イノウエマナ はるまきごはん（スタジオごはん） |
| 2022年 | スカー                                                |              |         | 今原電気                                      |
| 2022年 | 化け猫                                                |              |         | ムラサキヒムシ Kazz Fukuda                    |
| 2023年 | ちはる                                                |              |         | 中澤太                                        |
| 2023年 | ラブソング feat. Eve                                  |              |         | NUL 忘却図鑑 石田芙月                         |
| 2023年 | 青のすみか                                            |              |         | Rdrah                                         |
| 2023年 | ラブソング (cover)                                    |              |         | NUL 忘却図鑑 石田芙月                         |
| 2023年 | 素敵なしゅうまつを！                                  |              |         | 大森時生                                      |
| 2023年 | 憧れのままに                                          |              |         | TAO TAJIMA                                    |
| 2023年 | Moonthief                                             |              |         | 志賀匠                                        |
| 2023年 | ナイトルーティーン feat. suis from ヨルシカ           |              |         | GROUPN                                        |
| 2023年 | ナイトルーティーン (cover)                            |              |         | GROUPN                                        |
| 2024年 | 私が明日死ぬなら                                      |              |         | フロクロ                                      |
| 2024年 | キュートアグレッション                                |              |         | CyanideCannabis                               |
| 2024年 | 旅にでも出よっか                                      |              |         | ユージン                                      |
| 2024年 | 大人になっても                                        |              |         | Takuya Setomitsu                              |
| 2024年 | 次回予告                                              |              |         | 藤井亮                                        |
| 2024年 | ずうっといっしょ！                                    |              |         | ボウヤ ZIIEK                                  |
| 2024年 | ファタール                                            |              |         | Wooje Kim（Etui Collective）                  |
| 2024年 | いらないもの                                          |              |         | Bivi                                          |
| 2025年 | ユーモア                                              |              |         | 渡邊勝城                                      |
| 2025年 | あなたのことをおしえて                                |              |         | かにくみーとい 杜水天                         |
| 2025年 | 青のすみか (Acoustic ver.)                            |              |         |                                               |
| 2025年 | なくしもの                                            |              |         | 中澤太                                        |

| 公開年 | タイトル                                    |
| ------ | ------------------------------------------- |
| 2022年 | 夜警                                        |
| 2022年 | 振り子の上で                                |
| 2022年 | よろこびのうた                              |
| 2022年 | PINK                                        |
| 2022年 | スカー                                      |
| 2022年 | 永遠                                        |
| 2023年 | やんぐわーるど prod. NEE                    |
| 2023年 | 知らないあそび prod. indigo la End          |
| 2023年 | ラブソング feat. Eve                        |
| 2023年 | ナイトルーティーン feat. suis from ヨルシカ |
| 2023年 | 素敵なしゅうまつを！                        |
| 2024年 | 次回予告                                    |

| 公開年 | タイトル               |
| ------ | ---------------------- |
| 2021年 | 天国の改札             |
| 2021年 | 大人になっても         |
| 2021年 | キュートアグレッション |
| 2021年 | よろこびのうた         |
| 2022年 | 化け猫                 |

### こんにちは谷田さん名義（ミュージックビデオ）
| 公開年 | タイトル                                              | ニコニコ動画 | YouTube | 監督・制作              |
| ------ | ----------------------------------------------------- | ------------ | ------- | ----------------------- |
| 2014年 | 鯨と水星                                              |              |         | 芽月                    |
| 2014年 | 叙情系女子ひふみさん                                  |              |         | 空斗                    |
| 2014年 | フリードリヒと初夏の平衡                              |              |         | 空斗 とにわ             |
| 2014年 | プルートウの慟哭                                      |              |         | ヨナミ                  |
| 2015年 | 迷いヒツジと孤独な散歩者の夢想                        |              |         | 一二三ん                |
| 2015年 | 落下ウサギと寡黙な傍観者の手記                        |              |         | 一二三ん                |
| 2015年 | 散るカラスと静謐な白巨塔の崩落                        |              |         | 一二三ん                |
| 2015年 | 初夏、殺意は街を浸す病のように                        |              |         | 一二三ん                |
| 2015年 | 軽忽な救済を待つ醜さには一片の夾竹桃を                |              |         | No.734/DMYM             |
| 2016年 | 身体の分解と再構築、 または神話の円環性について       |              |         | 猿吉 みず希             |
| 2016年 | 瞼の裏のアトリエ、光のカーテンは夜を包む              |              |         | 一二三ん                |
| 2016年 | 芥の部屋は錆色に沈む                                  |              |         | YumaSaito 環            |
| 2016年 | 君が夜の海に還るまで                                  |              |         | YumaSaito               |
| 2017年 | 記憶の水槽                                            |              |         | 純頃                    |
| 2017年 | つめたいまちのおんなのこ                              |              |         | みず希 おざき           |
| 2017年 | 夢遊病者は此岸にて                                    |              |         | イノウエコスモ 素通る春 |
| 2017年 | きっとこの命に意味はなかった                          |              |         | イノウエコスモ          |
| 2018年 | 翡翠のまち                                            |              |         | みっちぇ                |
| 2018年 | 波に名前をつけること、 僕らの呼吸に終わりがあること。 |              |         | みぞれなし ACH          |
| 2018年 | 悪魔の踊り方                                          |              |         | イノウエコスモ          |

## 楽曲提供

### アーティスト提供
| 年     | アーティスト                  | 楽曲                               | 詞曲編             | 収録作品                                                                      | 備考                                                                    | 出典    |
| ------ | ----------------------------- | ---------------------------------- | ------------------ | ----------------------------------------------------------------------------- | ----------------------------------------------------------------------- | ------- |
| 2017年 | ナナヲアカリ                  | 化物は幸福を望んだ                 | 作詞・作曲・編曲   | ネクラロイドのあいしかた                                                      |                                                                         | [ 141 ] |
| 2017年 | 鎖那                          | 嘘つきエミリー                     | 編曲               | Hush a by little girl                                                         |                                                                         | [ 142 ] |
| 2017年 | 神谷浩史                      | 神様コネクション                   | 作曲・編曲         | 神様コネクション                                                              |                                                                         | [ 143 ] |
| 2018年 | ナナヲアカリ                  | 眠らない街、眠りたい僕             | 作曲・編曲         | いろいろいうけど「♡」がほしい                                                 |                                                                         | [ 144 ] |
| 2018年 | A応P                          | まぼろしウインク                   | 編曲               | まぼろしウインク                                                              | TVアニメ『おそ松さん』第2期 第2クール OPテーマ                          | [ 145 ] |
| 2018年 | さくらしめじ                  | でぃすとーしょん                   | 作曲・編曲         | ハルシメジ                                                                    |                                                                         | [ 146 ] |
| 2018年 | さくらしめじ                  | 朝が来る前に                       | 作詞・作曲         | ハルシメジ                                                                    |                                                                         | [ 146 ] |
| 2018年 | Payrin's                      | それでも僕らの呼吸は止まない       | 作詞・作曲・編曲   | それでも僕らの呼吸は止まない                                                  |                                                                         | [ 147 ] |
| 2018年 | Payrin's                      | いつか口にした言葉は               | 作曲・編曲         | それでも僕らの呼吸は止まない                                                  |                                                                         | [ 148 ] |
| 2018年 | 熊木杏里                      | あわい                             | 編曲               | あわい                                                                        | Webアニメ『約束の七夜祭り』主題歌                                       | [ 149 ] |
| 2018年 | 朱真遥音 （CV.KENN）          | Liberty Sky ~自由デアルタメニ~     | 作曲               | Own The Night～「イケメンライブ 恋の歌をキミに」イケラブ1st ALBUM             |                                                                         | [ 150 ] |
| 2019年 | ディズニー公式 カバーアルバム | 君はともだち[トイ・ストーリー]     | 編曲               | Connected to Disney                                                           | うらたぬきによる歌唱。                                                  | [ 151 ] |
| 2019年 | ディズニー公式 カバーアルバム | 真実の愛のキス[魔法にかけられて]   | 編曲               | Connected to Disney                                                           | となりの坂田。による歌唱。                                              | [ 151 ] |
| 2019年 | ディズニー公式 カバーアルバム | 君がいないと[モンスターズ・インク] | 編曲               | Connected to Disney                                                           | うらたぬき、となりの坂田。による歌唱。                                  | [ 151 ] |
| 2019年 | 星街すいせい                  | 天球、彗星は夜を跨いで             | 作詞・作曲・編曲   | Still Still Stellar                                                           |                                                                         | [ 152 ] |
| 2019年 | ときのそら                    | IMAGE source                       | 編曲               | Dreaming!                                                                     |                                                                         | [ 153 ] |
| 2019年 | ナナヲアカリ                  | Youth                              | 作曲・編曲         | しあわせシンドローム                                                          |                                                                         | [ 154 ] |
| 2019年 | 前島麻由                      | YELLOW                             | 作曲・編曲         | From Dream And You                                                            |                                                                         | [ 155 ] |
| 2019年 | Payrin's                      | Trash me                           | 作曲・編曲         | Vinculum                                                                      |                                                                         | [ 156 ] |
| 2019年 | S!N                           | 私を終わらせて                     | 作詞・作曲・編曲   | 死にたい                                                                      |                                                                         | [ 157 ] |
| 2019年 | ASTRAGALUS                    | Bet, the Dead                      | 作詞・作曲・編曲   | GANG×ROCK 皇位争奪トーナメント ENTRY03 ASTRAGALUS「己を識れよ、世界を賭けよ」 |                                                                         | [ 158 ] |
| 2019年 | やまもとひかる                | DOGMA                              | 作詞・作曲・編曲   | DOGMA                                                                         |                                                                         | [ 159 ] |
| 2020年 | となりの坂田。                | MASK                               | 作詞・作曲・編曲   | Red Parade                                                                    |                                                                         | [ 160 ] |
| 2020年 | スピラ・スピカ                | ほしのかけら                       | 共作詞・作曲       | ナガレボシトレイン                                                            | 共作詞：幹葉（スピラ・スピカ） TVアニメ『戦翼のシグルドリーヴァ』挿入歌 | [ 161 ] |
| 2021年 | P丸様。                       | ならばおさらば                     | 編曲               | Sunny!!                                                                       |                                                                         | [ 162 ] |
| 2021年 | Ringwanderung                 | カケラ                             | 作曲               | カケラ                                                                        |                                                                         | [ 163 ] |
| 2022年 | WEST.                         | セラヴィ                           | 作詞・作曲・共編曲 | Mixed Juice（初回盤A）                                                        | 共編曲：Nobuaki Tanaka                                                  | [ 164 ] |
| 2022年 | 私立恵比寿中学                | 宇宙は砂時計                       | 作詞・作曲・共編曲 | 私立恵比寿中学                                                                | 共編曲：笹川真生                                                        | [ 165 ] |
| 2022年 | 星街すいせい                  | TEMPLATE                           | 作詞・作曲・編曲   | TEMPLATE／Wicked feat. Mori Calliope                                          |                                                                         | [ 166 ] |
| 2023年 | SUPER EIGHT                   | アンスロポス                       | 作詞・作曲         | アンスロポス                                                                  | TVアニメ『め組の大吾 救国のオレンジ』OPテーマ                           | [ 167 ] |
| 2023年 | 伊東健人                      | サッドマンズランド                 | 作詞・作曲・共編曲 | サッドマンズランド                                                            | 共編曲：ZEROKU                                                          | [ 168 ] |
| 2024年 | sajou no hana                 | 修羅に堕として                     | 作詞・作曲・編曲   | 修羅に堕として                                                                | TVアニメ『異修羅』OPテーマ                                              | [ 169 ] |
| 2024年 | ChroNoiR                      | Torpor                             | 作詞・作曲         | Wonder Wander World                                                           |                                                                         | [ 170 ] |
| 2024年 | LiSA                          | 洗脳                               | 作詞・作曲         | ブラックボックス                                                              |                                                                         | [ 171 ] |
| 2025年 | LiSA                          | うぃっちくらふと                   | 作詞・作曲・編曲   | ReawakeR (feat. Felix of Stray Kids)                                          |                                                                         |         |

### その他提供
- 「TXQ FICTION」メイン音楽[172]

## 演奏参加

### 作品
| 年     | アーティスト             | 楽曲                            | 演奏             | 収録作品                                      | 備考                                                                 | 出典    |
| ------ | ------------------------ | ------------------------------- | ---------------- | --------------------------------------------- | -------------------------------------------------------------------- | ------- |
| 2015年 | ぬゆり                   | 錯蒼                            | ベース           | 有象偶像                                      |                                                                      | [ 173 ] |
| 2016年 | いのっぴ                 | 君という名のシルエット          | ベース           | 未収録                                        |                                                                      | [ 174 ] |
| 2016年 | ナナヲアカリ             | マンネリライフ                  | ベース・コーラス | ネクラロイドのつくりかた                      |                                                                      | [ 175 ] |
| 2017年 | 相川千穂 （CV.茅野愛衣） | 春過ぎ                          | ベース           | OVA「ゆゆ式」キャラクターソングアルバム       |                                                                      | [ 176 ] |
| 2017年 | LITCHI                   | 天動説                          | ベース           | Living Icon                                   |                                                                      | [ 177 ] |
| 2017年 | ライブレボルト           | REVOLUTIA                       | ベース           | REVOLUTIA / Darling Soldiers                  |                                                                      | [ 178 ] |
| 2017年 | Sori Sawada / risou      | 捨てた花束                      | ボーカル         | フラワーガール                                |                                                                      | [ 179 ] |
| 2017年 | Neru                     | くたばろうぜ                    | ギター           | CYNICISM                                      |                                                                      | [ 180 ] |
| 2018年 | キヨ×レトルト            | 全く身にならない日々            | ベース           | 未収録                                        |                                                                      | [ 181 ] |
| 2018年 | アメノセイ               | Clock                           | ベース           | Log                                           | PCオンラインゲーム『メイプルストーリー』タイアップ曲                 | [ 182 ] |
| 2018年 | はるふり                 | 少年犯罪バーゲンセール          | ベース           | 少年犯罪バーゲンセール                        |                                                                      | [ 183 ] |
| 2018年 | 鹿乃                     | 「Q」&「A」                     | ベース           | rye                                           |                                                                      | [ 184 ] |
| 2019年 | まふまふ                 | 拝啓、桜舞い散るこの日に        | ベース           | 神楽色アーティファクト                        | Webサイト『少年ジャンマガ学園』公式テーマソング                      | [ 185 ] |
| 2020年 | TK from 凛として時雨     | 彩脳 -Sui Side-                 | ベース           | 彩脳                                          |                                                                      | [ 186 ] |
| 2020年 | THE BINARY               | おしまいの未来より              | ベース           | Jiu                                           |                                                                      | [ 187 ] |
| 2021年 | まふまふ                 | 神様の遺伝子                    | ベース           | 未収録                                        |                                                                      | [ 188 ] |
| 2021年 | Ado                      | 阿修羅ちゃん                    | ベース           | 狂言                                          | TVドラマ『ドクターX〜外科医・大門未知子〜』第7シリーズ主題歌         | [ 189 ] |
| 2022年 | ナナヲアカリ             | 陽傘                            | ベース           | 恋愛脳 / 陽傘                                 | 短編映画『日曜日とマーメイド』主題歌                                 | [ 190 ] |
| 2023年 | 平畑徹也                 | 遠野 feat. n-buna from ヨルシカ | ベース           | AMNJK                                         |                                                                      | [ 191 ] |
| 2023年 | 吉武千颯                 | Dear Shine Sky                  | ベース           | ひろがるスカイ！プリキュア 後期主題歌シングル | テレビアニメ『ひろがるスカイ！プリキュア』後期エンディングテーマ     | [ 192 ] |
| 2023年 | 水槽                     | 夜天邂逅                        | ベース           | 夜天邂逅                                      |                                                                      | [ 193 ] |
| 2024年 | ano 幾田りら             | 絶絶絶絶対聖域                  | ベース           | 絶絶絶絶対聖域                                | 映画『デッドデッドデーモンズデデデデデストラクション（前章）』主題歌 | [ 194 ] |
| 2024年 | まふまふ                 | CQCQ -Band Arrange ver.-        | ベース           | 世会色ユニバース（初回限定盤A）               |                                                                      | [ 195 ] |

### ライブサポート
- After the Rain（2018年）[196][注 11]
- n-buna（2016年 - 2017年）[17]
- ヨルシカ（2017年 - ）[19]
- 和田たけあき（2016年 - 2019年）[18]
- toah （2016年 - 2017年）

## 出演

### NHK紅白歌合戦出場歴
| 年度   | 放送回 | 回 | 曲目       | 出場組 | 備考 |
| ------ | ------ | -- | ---------- | ------ | ---- |
| 2023年 | 第74回 | 初 | 青のすみか | 白組   |      |

### ラジオ
- キタニタツヤのオールナイトニッポンシリーズ（ニッポン放送）
  - キタニタツヤのオールナイトニッポン0（2023年7月8日、2024年1月3日、2025年4月1日(3月31日深夜) - ）[197][198]
  - キタニタツヤのオールナイトニッポンX（2024年4月1日 - 2025年3月25日(24日深夜)）[93]

### テレビ
- 聞き耳キタニ（テレビ朝日、2025年6月4日 - 6月25日）[199]

## 羊の群れは笑わない。
羊の群れは笑わない。（ひつじのむれはわらわない）は、木谷竜也をフロントマンとするスリーピースロックバンド。略称は「ひつわら」。
2011年に木谷のソロプロジェクトとして始動し、2014年春のメンバー合流を経てEP2枚を発売。2018年5月のライブを最後に沈黙したが、2020年3月7日、最後のEPをデジタルリリースして活動に幕を下ろした。
ラブリーサマーちゃんも加入していた時期がある。

### ディスコグラフィ（羊の群れは笑わない。）
| 枚  | 発売日        | タイトル | 収録曲 |
| --- | ------------- | -------- | --- |
| 1st | 2015年4月18日 | 刺す     | 全3曲 1. 藍に依る 2. novem 3. affizieren                                                                  |
| 2nd | 2016年7月20日 | 告解     | 全5曲 1. Luther 2. レシュノの箱庭に於ける、 3. 雨を待っていた 4. a coelaeanth 5. 海があなたの中へ落ちたら |
| 3rd | 2020年3月7日  | 落陽     | 全5曲 1. 包まれた街 2. 海鳴りの夜明け 3. 送電塔は夜の街に 4. 鳥居の下で待ち合わせ 5. Ophelia              |

### ミュージックビデオ（羊の群れは笑わない。）
| 公開年 | タイトル      | ニコニコ動画 | YouTube | 監督・制作 |
| ------ | ------------- | ------------ | ------- | ---------- |
| 2014年 | strobe girl   |              |         | mrn        |
| 2015年 | 晩夏、206号室 |              |         | 米。       |
| 2015年 | 藍に依る      |              |         | ヨナミ     |